# Marine Doom
Marine Doom（マリーンドゥーム）は、アメリカ海兵隊向けのファーストパーソン・シューティングゲーム『Doom II』のModで、後で一般にダウンロードできるようになった。 
ゲームでは、4人の海兵隊員で構成される班が特定の任務を遂行することになっており、既定の任務は敵のバンカーの破壊であるが、外国大使館での人質救出などの他の展開を設計することもできる。彼らの動きの調整を可能にするために、これらの兵士は同じ部屋の別々のコンピューターで遊ぶ。班は、班長、小銃兵2名、機関銃手1名で構成されている。 

## 歴史
1996年、アメリカ海兵隊の司令官であるチャールズ・C.クルラック将軍は、「軍事的思考と意思決定演習」を改善するために兵棋演習を使用するよう指示を出した。彼は、海兵隊戦闘開発コマンドにコンピューターベースの兵棋演習を開発、活用、承認する任務を与え、アメリカ海兵隊に「特に実地訓練の時間と機会が限られている場合の意思決定技能」を訓練させた。 
元々、カーク・スキナー少佐が率いるアメリカ海兵隊のシミュレーション専門家グループであり、その中にはプロジェクト担当士官としてルイス・E.ベラスケス中尉とスコット・バーネット中尉、デザイナーやモデラーの1人としてスナイダー軍曹が含まれており、バージニア州クアンティコ自動化情報システムオフィス、後の海兵隊モデリング・シミュレーション管理オフィス（MCMSMO）は、1993年にid Softwareが発売した市販のDoomのコピーを取得し、それを使用して、班の相互支援、自動小銃兵の保護、攻撃の適切な順序、弾薬の規律、指揮の継承に焦点を当てたシミュレーションを開発した。 
それらのコードは、リリース前の市販の『Doom II』に適合しており、実行にはDoom II 1.9の市販コピーが必要となる。 
1997年、コンピュータゲーム出版社のGT Interactiveは、Marine Doomを配信する権利を取得した。 
このModを手掛けたアメリカ海兵隊のダン・スナイダー軍曹は、後にコンピュータゲーム『NAM』の技術指導を務めた。 